# Краматоровка
Крамато́ровка (каз. Краматоровка) — село у складі Тайиншинського району Північноказахстанської області Казахстану. Входить до складу Рощинського сільського округу, раніше входило до складу ліквідованої Макашевської сільської ради.
Населення — 63 особи (2021; 89 у 2009, 173 у 1999, 230 у 1989).
Національний склад станом на 1989 рік:
- українці — 39 %
- німці — 25 %
- росіяни — 21 %.